# 江の島虚偽通報事件
江の島虚偽通報事件（えのしまきょぎつうほうじけん）とは、2002年（平成14年）に神奈川県で発生した虚偽通報事件である。
虚偽内容が「工作員とみられる不審者が潜水艦で夜間海岸に上陸した」というものであり、“有事”を想定して武力行使までも検討する騒動になったため物議をかもした。

## 通報
2002年1月6日、海上保安庁第三管区海上保安本部に神奈川県伊勢原市在住の男性（当時41歳）から「今日19時ちょっと前、江の島の南側で妻と2人で天体観測をしようと、坂道を下がっていたところ、正面の海面に筒のような物が浮き上がってきてふたが開き、中からアクアラングの格好をした5～6人の男が出てきた。その者たちは、がけをよじ登ってその場を去って行った。この者たちは、日本語ではない言葉を交わしていた」と通報があった。
半月前には奄美沖の東シナ海で朝鮮民主主義人民共和国の工作船と海上保安庁が銃撃戦の末に自沈する事件（九州南西海域工作船事件）があったため、海上保安庁と神奈川県警は非常態勢に入った。

## 騒動
男性の通報では不審者はアジア系とみられるうえに、知らない言葉で会話していたとしていたため、たまたま1月6日の夕方からエンジントラブルを理由に停泊していた北朝鮮船籍の貨物船を午後11時40分ごろ城ヶ島灯台の沖合いに発見し、立ち入り検査を求めたが拒否された。
そのため、海上保安庁の巡視艇が包囲したうえで伴走し、翌日午前10時30分頃に千葉港（葛南中央地区）へ入港したところを立ち入り検査した。また、海上保安庁は「江の島不審者対策室」を設置し、特殊警備隊も出動し有事に備える体制をとった。
しかし、北朝鮮の貨物船からは潜水艦と接続できる工作船である証拠は見つからず、上陸地点とされた江の島の南側海岸には上陸した痕跡を発見できなかった。

## 虚偽発覚
そもそも男性が目撃したという時間には付近は灯火もなく月も暗かったため、冬の闇の海面から人が上陸するのが確認できたのかが疑問であった。そのため男性を再度聴取したところ、でたらめを通報したと認めたため虚偽と判明した。その時に主張した理由は「夫婦げんかの鬱憤晴らしのため」であった。
その後、男性の妻は数日前から外泊しているうえ、当日江の島にさえ行っていなかったことも判明し、最初の通報から虚偽を認める供述まで全てが虚構であったことが判明した。なお、動機について男性は、架空戦記好きが高じたために収縮がつかなくなったと述べた。ただし、過去の拉致工作では日本海側もしくは南九州などの人家の少ない海岸が舞台になったとみられており、北朝鮮の使用する特殊潜航艇が東京近辺に現れる可能性は冷静に検討すれば高くないと、朝日新聞社記者の田岡俊次は指摘している。

## その後
虚偽通報の発覚を受けて神奈川県警は男性を軽犯罪法違反（虚偽申告）で書類送検した。また、北朝鮮の貨物船を疑うなど国際問題になりかねなかった事に加え、巡視船艇17隻、航空機4機を繰り出した海上保安庁の出動に要した人件費や燃料代などの膨大な経費が問題になった。
2002年1月10日、衆議院国土交通委員会で扇千景国土交通大臣は「少なくともこの刑事責任の追及については考える必要があるが、これでは私はおさまらないという怒りを持っておりますので、今後こういうことのないようにという意味でも損害賠償を請求できないのかと今検討している」と答弁した。
このため、第三管区海上保安本部が試算した800万円の経費の賠償請求を男性に行ったが、男性が130万円を支払うことで示談が成立した。
2002年5月7日、神奈川県警外事課と藤沢署は虚偽の通報をした男性を偽計業務妨害容疑で逮捕した。逮捕理由について神奈川県警は「悪質で社会的影響も大きかったため」とした。
2002年5月17日、横浜地検は男性を偽計業務妨害罪で起訴した。

## 刑事裁判
2002年7月9日、横浜地裁（松野勉裁判官）で初公判が開かれ、罪状認否で「間違いありません」と起訴事実を認めた。
冒頭陳述で検察側は、仕事が長続きせず、妻が入院中だったことの不満を晴らすために虚偽通報を行ったと指摘。また、自衛隊の勤務経験から、不審者の行動などを詳細に述べて通報することができたと主張した。一方、弁護側は、本事件で発生した第三管区海上保安本部の費用約283万円を支払う意向を示し、反省していると主張した。
2002年8月6日、論告求刑公判が開かれ、検察側は「国民の不安感に乗じた悪質かつ重大な犯行」として懲役2年を求刑した。弁護側は「被害弁済は済んでおり、本人も深く反省している」として執行猶予付きの判決を求めて結審した。
2002年9月5日、横浜地裁（松野勉裁判官）で判決公判が開かれ「事件に乗じてさらなる不安を与えたもので、影響は極めて大きい」としながら「関係諸機関が徒労の業務を行ったことによる費用相当損害額だけは弁償している」として懲役2年、執行猶予5年の有罪判決を言い渡した。